# Dufourea fortunata
Dufourea fortunata là một loài Hymenoptera trong họ Halictidae. Loài này được Ebmer mô tả khoa học năm 1993.